# Too Old to Die Young (televisieserie)
Too Old to Die Young is een Amerikaanse televisieserie bedacht en geschreven door Nicolas Winding Refn en Ed Brubaker en geregisseerd door Winding Refn. Aflevering vier en vijf van de tiendelige miniserie waren te zien op het Filmfestival van Cannes 2019, de volledige serie verscheen 14 juni 2019 op Prime Video. Er komt geen tweede seizoen.
Tussen 27 november 2017 en 11 augustus 2018 werd gefilmd in Los Angeles, Californië en Albuquerque, New Mexico. Cliff Martinez schreef de muziek, na Drive, Only God Forgives en The Neon Demon het vierde samenwerkingsproject met Winding Refn.
De serie werd wisselend ontvangen. Winding Refn werd geprezen om zijn stijlvolle regie, maar er was kritiek op het extreme (seksuele) geweld.

## Hoofdrollen
| Acteur           | Personage     |
| ---------------- | ------------- |
| Miles Teller     | Martin Jones  |
| Augusto Aguilera | Jesus Rojas   |
| Cristina Rodlo   | Yaritza       |
| Nell Tiger Free  | Janey Carter  |
| John Hawkes      | Viggo Larsen  |
| Jena Malone      | Diana DeYoung |

## Afleveringen
| Nr. | Titel                          | Speelduur  | Regie                | Script                                            | Datum        |
| --- | ------------------------------ | ---------- | -------------------- | ------------------------------------------------- | ------------ |
| 1 | "Volume 1: The Devil"          | 93 minuten | Nicolas Winding Refn | Nicolas Winding Refn & Ed Brubaker                | 14 juni 2019 |
| De partner van de corrupte politieagent Martin Jones wordt doorgeschoten tijdens het nemen van een selfie. Jones verbergt de foto voor zijn collega's, maar die mee naar een groep Afro-Amerikaanse gangsters. De moordenaar blijkt de Mexicaanse gangster Jesus Rojas wiens moeder vermoord zou zijn door Jones. De gangsters vragen Jones een moord voor hen uit te voeren. Intussen gaat Jones eten bij zijn 17-jarige vriendinnetje Janey en haar steenrijke vader die geen problemen lijkt te hebben met hun relatie, maar zich wel curieus gedraagt. Ook wordt Jones gepromoveerd tot detective bij moordzaken. Nadat Jones de eerder opdragen moord pleegt, gaan Jones en de gangsters langs bij de minnares van Jones' vermoorde partner, die Jones wilde verraden aan de Mexicanen. Jones krijgt een pistool overhandigd, maar we zien niet wat hij doet. |                                |            |                      |                                                   |              |
| 2 | "Volume 2: The Lovers"         | 96 minuten | Nicolas Winding Refn | Nicolas Winding Refn & Ed Brubaker                | 14 juni 2019 |
| Jesus Rojas, de moordenaar van Jones' partner, houdt zich schuil in Mexico bij zijn oom Don Ricardo, die vrede heeft gesloten tussen het kartel en de lokale politie. Don Ricardo prijst Jesus' overleden moeder en stelt hem voor aan zijn verpleegkundige Yaritza die hij in de woestijn heeft gevonden. Als Don Ricardo sterft, neemt zijn zoon de leiding van het kartel over en slaat hij Rojas en een prostituee. Yaritza krijgt de opdracht de prostituee te verkopen, maar vermoordt in plaats daarvan diverse kartel-leden en bevrijdt de vrouw. Rojas en zijn neef sluiten vrede en vermoorden meerdere politieagenten. |                                |            |                      |                                                   |              |
| 3 | "Volume 3: The Hermit"         | 76 minuten | Nicolas Winding Refn | Nicolas Winding Refn & Ed Brubaker                | 14 juni 2019 |
| Diana DeYoung is slachtofferadvocate en daarnaast paranormaal genezer. Viggo Larsen is een eenogige, ernstig zieke, voormalige FBI-agent die pedoseksuelen vermoordt die DeYoung via haar werk leert kennen. Het lichaam van een van de slachtoffers wordt gevonden in de kofferbak van een auto en Martin Jones krijgt de zaak toegewezen. Als Jones, die het niet goed met zijn collega's kan vinden, op het spoor van Larsen komt, besluit hij hem niet te arresteren, maar samen uit te gaan eten. |                                |            |                      |                                                   |              |
| 4 | "Volume 4: The Tower"          | 63 minuten | Nicolas Winding Refn | Nicolas Winding Refn & Ed Brubaker                | 14 juni 2019 |
| Martin Jones en Viggo Larsen vermoorden nu samen kindermisbruikers voor Diana DeYoung. Larsen houdt een monoloog over de aanstaande ondergang van de beschaving en de dierlijke kant van de mensheid. Jones begint zich vragen te stellen over de moorden die hij pleegt namens de Afro-Amerikaanse gang. Als hij een Koreaan moet vermoorden over een schuld van $8000, geeft hij hem met succes nog een kans het geld terug te geven en vrijuit te gaan. Jones wil alleen nog slechte mensen vermoorden en krijgt de namen van twee beruchte pornografen. |                                |            |                      |                                                   |              |
| 5 | "Volume 5: The Fool"           | 75 minuten | Nicolas Winding Refn | Nicolas Winding Refn & Ed Brubaker                | 14 juni 2019 |
| Martin Jones volgt de pornografen richting New Mexico. In een bar raken ze aan de praat, en Jones wordt meegevraagd naar de set om een film te maken. Aldaar schiet Jones iedereen in de kamer dood en als hij verder in de studio niemand meer vindt, rijdt hij weg. De twee overgebleven pornografen achtervolgen Jones in hun elektrische auto. Na enige tijd raakt de accu leeg en schiet Jones één man dood. De ander noemt een meisje dat in de woestijn ligt te sterven, Jones beveelt hem samen naar het meisje te rijden en haar uit te graven. De pornograaf bevrijdt het meisje, grijpt naar een mes, maar wordt vlug doodgeschoten door Jones, die door het vluchtende meisje in zijn zij wordt gestoken met het door haar opgeraapte mes. |                                |            |                      |                                                   |              |
| 6 | "Volume 6: The High Priestess" | 91 minuten | Nicolas Winding Refn | Nicolas Winding Refn & Ed Brubaker                | 14 juni 2019 |
| Yaritza en Jesus Rojas trouwen en keren terug naar Los Angeles. Ze proberen Damian, de leider van de Afro-Amerikaanse gang, te vermoorden, maar de huurmoordenaar schiet de verkeerde neer. Rojas vernedert zijn incompetente ondergeschikten. Yaritza komt Janey tegen op een feestje, waar Janey in een raadspelletje denkt dat Yaritza geen 23 mensen vermoord heeft, Yaritza slaat Janey omdat ze het verkeerd geraden heeft. Yaritza en Rojas hebben seks nadat Yaritza gezegd heeft dat ze zijn moeder is. |                                |            |                      |                                                   |              |
| 7 | "Volume 7: The Magician"       | 70 minuten | Nicolas Winding Refn | Nicolas Winding Refn & Ed Brubaker                | 14 juni 2019 |
| Martin Jones is met ziekteverlof na de steekpartij in de woestijn. Hij viert de 18e verjaardag van zijn vriendin Janey en vermoordt pedoseksuelen met Viggo Larsen. Vanwege zijn wond wordt Jones bloedend wakker in het bed van Janey. Als Janey naar school is begint haar vader Theo weer met zijn excentrische en seksueel getinte gedrag. Ze kijken een stuk van een film die veel lijkt op de eerste aflevering van Too Old to Die Young. Theo begint te masturberen terwijl hij over zijn dochter praat en Jones doodt hem. Larsen helpt Jones het lichaam op te ruimen, waarna Jones zich afvraagt waarom hij zijn schoonvader vermoord heeft en bedenkt dat hij geen agent meer wil zijn. Als de twee bij de Afro-Amerikaanse gang langs gaan vinden ze daar iedereen dood en Damians afgehakte handen. Jesus Rojas is Damian aan het martelen, maar Damian vraagt om een snelle dood in ruil voor de echte moordenaar van Rojas' moeder. Damian noemt de naam van Martin Jones en wordt doodgeschoten door Yaritza. |                                |            |                      |                                                   |              |
| 8 | "Volume 8: The Hanged Man"     | 88 minuten | Nicolas Winding Refn | Nicolas Winding Refn & Ed Brubaker                | 14 juni 2019 |
| De politie draagt een bizar nationalistisch theaterstuk over Jezus voor bij het afscheid van Martin Jones. Janey meldt haar vader als vermist, maar de politieagent is vooral geïnteresseerd in de mogelijke ontucht tussen haar en haar oudere vriend. Jones en Viggo Larsen doden nog een kindermisbruiker, maar Larsen wordt nu wel erg ziek en wordt thuisgebracht en omhelsd door Jones. Janey en Jones zitten aan het strand als de handlangers van Jesus Rojas langskomen. Janey wordt vermoord, Jones ontvoerd en gemarteld. Yaritza is in het geheim nog altijd bezig kartelleden te doden en prostituees te bevrijden. Na drie dagen marteling onthoofdt Rojas Jones. |                                |            |                      |                                                   |              |
| 9 | "Volume 9: The Empress"        | 69 minuten | Nicolas Winding Refn | Nicolas Winding Refn & Ed Brubaker & Halley Gross | 14 juni 2019 |
| Diana DeYoung heeft een visioen dat haar ogen vertroebelt. Ze ondergaat een ritueel en krijgt haar normale ogen weer terug. Yaritza en Jesus Rojas gaan verder met hun incestueuze seksuele rollenspel waarin Yaritza de moeder van Rojas speelt. In een bijeenkomst van het kartel geeft Rojas de opdracht meer te martelen en te verkrachten en Amerika in een "pretpark van pijn" te veranderen. De moeder van Viggo Larsen sterft en als Larsen aan DeYoung vraagt om een nieuw slachtoffer krijgt hij een pedofielenkamp aangewezen. DeYoung vertelt aan een serveerster hoe in een oudere versie van het sprookje van Roodkapje de Grote Boze Wolf Roodkapje verkracht. Larsen komt veilig terug en eet een stukje appeltaart met DeYoung. |                                |            |                      |                                                   |              |
| 10 | "Volume 10: The World"         | 30 minuten | Nicolas Winding Refn | Nicolas Winding Refn & Halley Gross               | 14 juni 2019 |
| Diana DeYoung masturbeert, scheert haar benen, meldt zich ziek en danst door haar huis. Ze houdt een monoloog over hoe de beschaving gaat eindigen. Yaritza gaat naar een Mexicaanse bar en drinkt tequila met een gangster. Na een liedje over de "Hogepriesteres des Doods" vermoordt ze alle aanwezige mannen. |                                |            |                      |                                                   |              |